# 漣號護衛艦
漣號護衛艦（日语：さざなみ）又譯「佐讚波」號，是日本海上自衛隊高波級護衛艦的四號艦，也是日本第三艘以「漣」為名的軍艦。
漣號於2002年4月3日在三菱重工長崎造船廠開工，於2003年8月29日下水，於2005年2月16日服役。
2006年6月27日，依據《反恐特别措施法》，隨補給艦「摩周號」被派往印度洋執行任務至同年11月，12月21日返回日本。
2008年5月的中日首腦會談上達成共識後，作為中日防务交流的一环，它於6月24日至28日訪問了中國湛江，艦上裝載了送給四川汶川大地震災民的物資。這是日本軍艦戰後首次訪華。
2008年，她參加了環太平洋軍事演習。
2009年年3月14日起，該艦執行護航任務以打擊索馬利亞海盜，期間共進行護航行動41次（121艘），於8月16日返回日本。

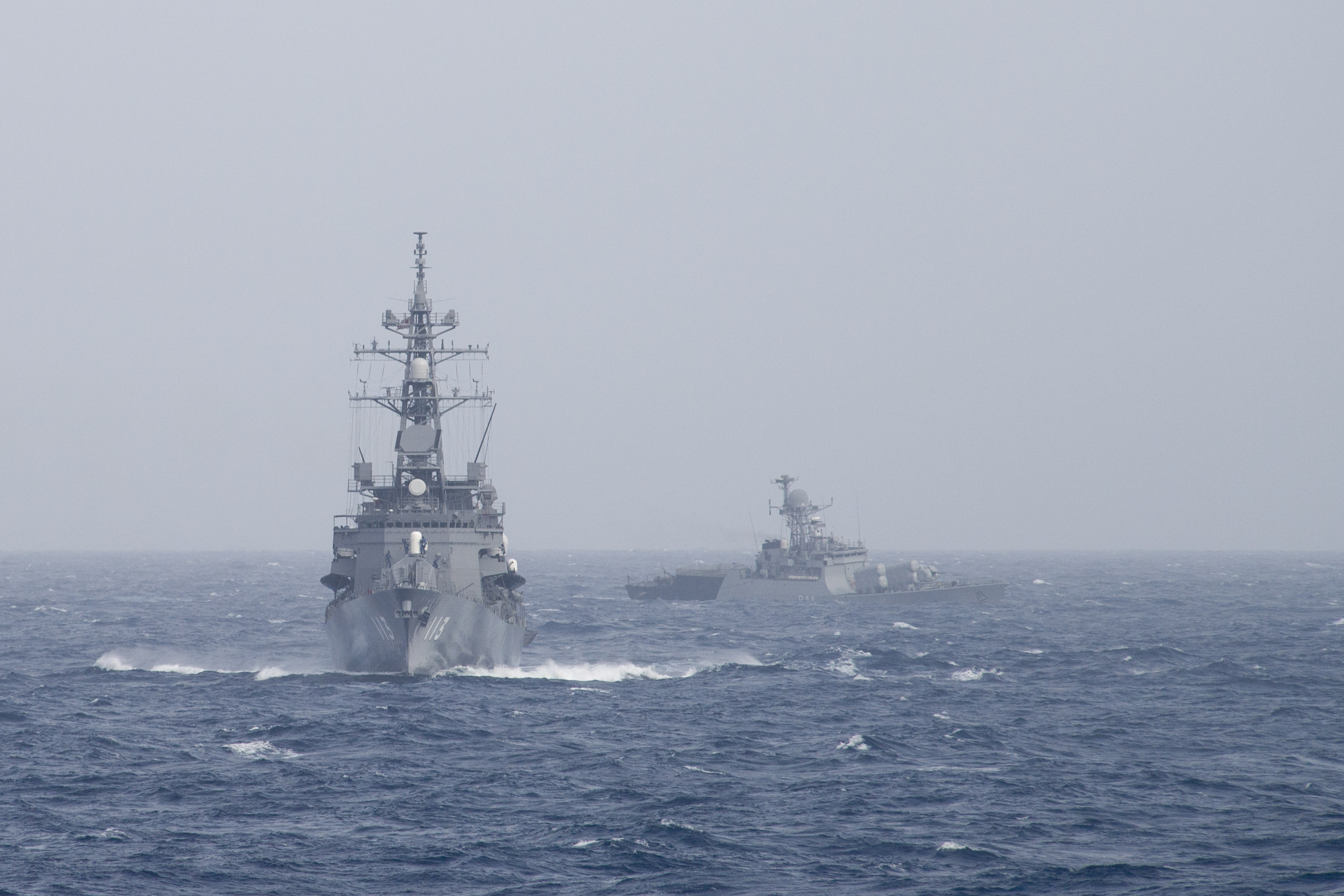
漣號與吉爾班號護衛艦參加2017年馬拉巴爾演習

2017年5月7-10日，該艦與出雲號護衛艦和兩艘美國飛彈驅逐艦一起在南海進行了美日聯合訓練演習，包括編隊和通訊等。15日，兩艦參加新加坡海軍成立50周年的國際军舰檢閱活动。19日，兩艦與美军的科羅納多號濱海戰鬥艦在新加坡附近海域进行了一场联合演習。5月26-27日，兩艦在南海與執行「航行自由」行動的美國海軍杜威號驅逐艦進行了聯合訓練。7月10-17日，該艦參加了在印度（金奈）和印度東部海域舉行的美日印聯合演習（2017年馬拉巴爾）。
該艦參加了在澳大利亚达尔文舉行的2018年卡卡杜多国海军联合演习，回程時在索羅門群島停留，將二戰時在瓜達爾卡納爾島戰役陣亡的日軍遺骸帶回日本。
解放軍於2023年4月舉行聯合利劍演習後，山东号航空母舰编队在日本附近海域活動，該艦參與了對其監視警戒的任務。
2024年9月25日，該艦通過台灣海峽，這是海上自衛隊艦艇首次通過台灣海峽。